# Passage Stephens
Pour les articles homonymes, voir Stephens.
Le passage Stephens est un bras de mer du Sud-Est de l'Alaska aux États-Unis.

## Description

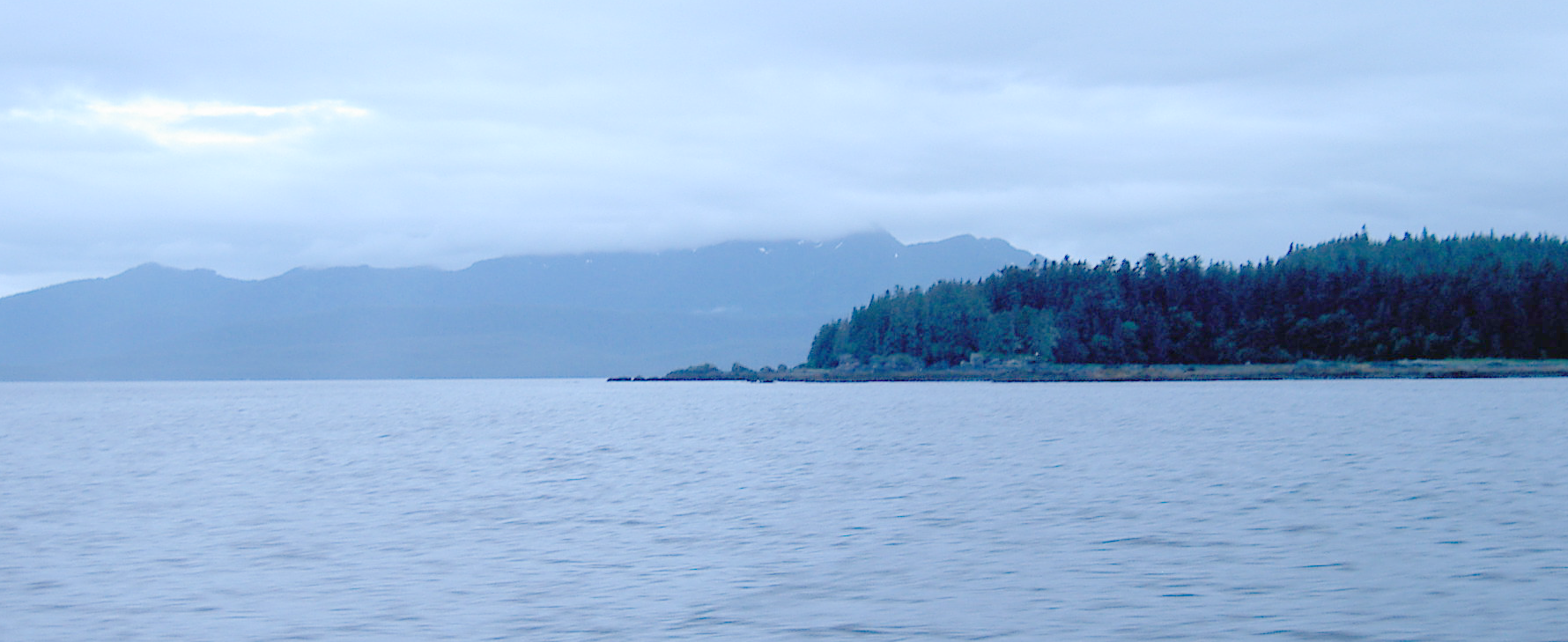
Point Hugh, sur le passage Stephens, au niveau du canal Seymour

Il est situé dans l'archipel Alexandre entre l'île de l'Amirauté à l'ouest et l'île Douglas à l'est. Il fait environ 105 milles (169 km) de long. Juneau, la capitale de l'
État d'Alaska est située près de son extrémité nord, sur le détroit de Gastineau.
Son nom lui a été donné par George Vancouver en 1794, en l'honneur de Philip Stephens.
Le phare des îles Five Finger se situe à proximité sur une île entre le passage Stephens et le passage Frederick.

## Sources et références
- (en) « Passage Stephens », Geographic Names Information System

- (en) Cet article est partiellement ou en totalité issu de l’article de Wikipédia en anglais intitulé « Stephens Passage » (voir la liste des auteurs).